# Plymouth (Indiana)
 For alternative betydninger, se Plymouth (flertydig). (Se også artikler, som begynder med Plymouth)
Plymouth er en amerikansk by og administrativt centrum i det amerikanske county Marshall County, i staten Indiana. I 2010 havde byen et indbyggertal på 10.033.

## Ekstern henvisning
- Plymouths hjemmeside (engelsk)

41°20′38″N 86°18′45″V / 41.3439°N 86.3125°V